# بیمارستان گرینویچ، لندن

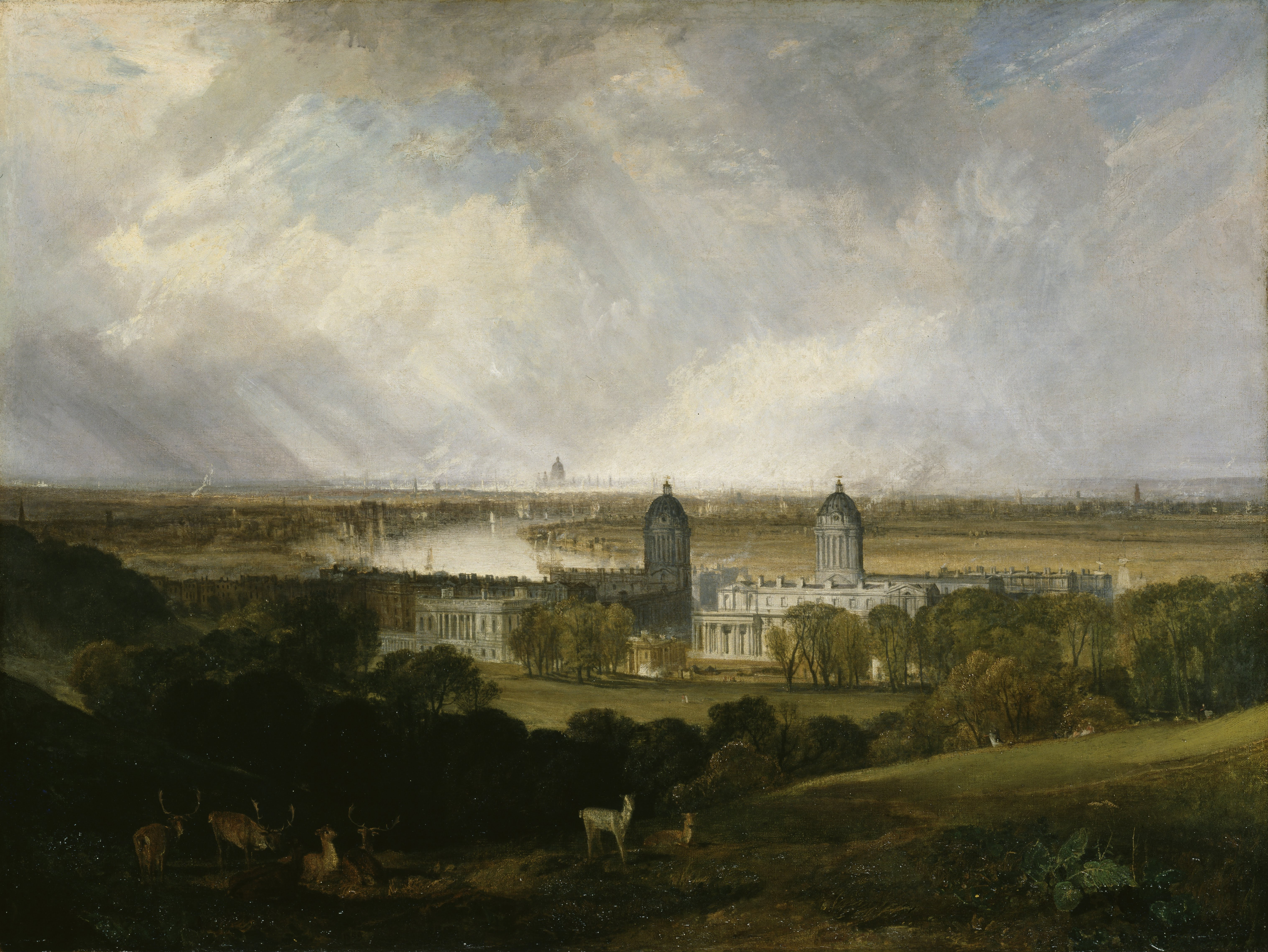
بیمارستان گرینویچ، در نقاشی لندن از پارک گرینویچ، در سال ۱۸۰۹، توسط ویلیام ترنر

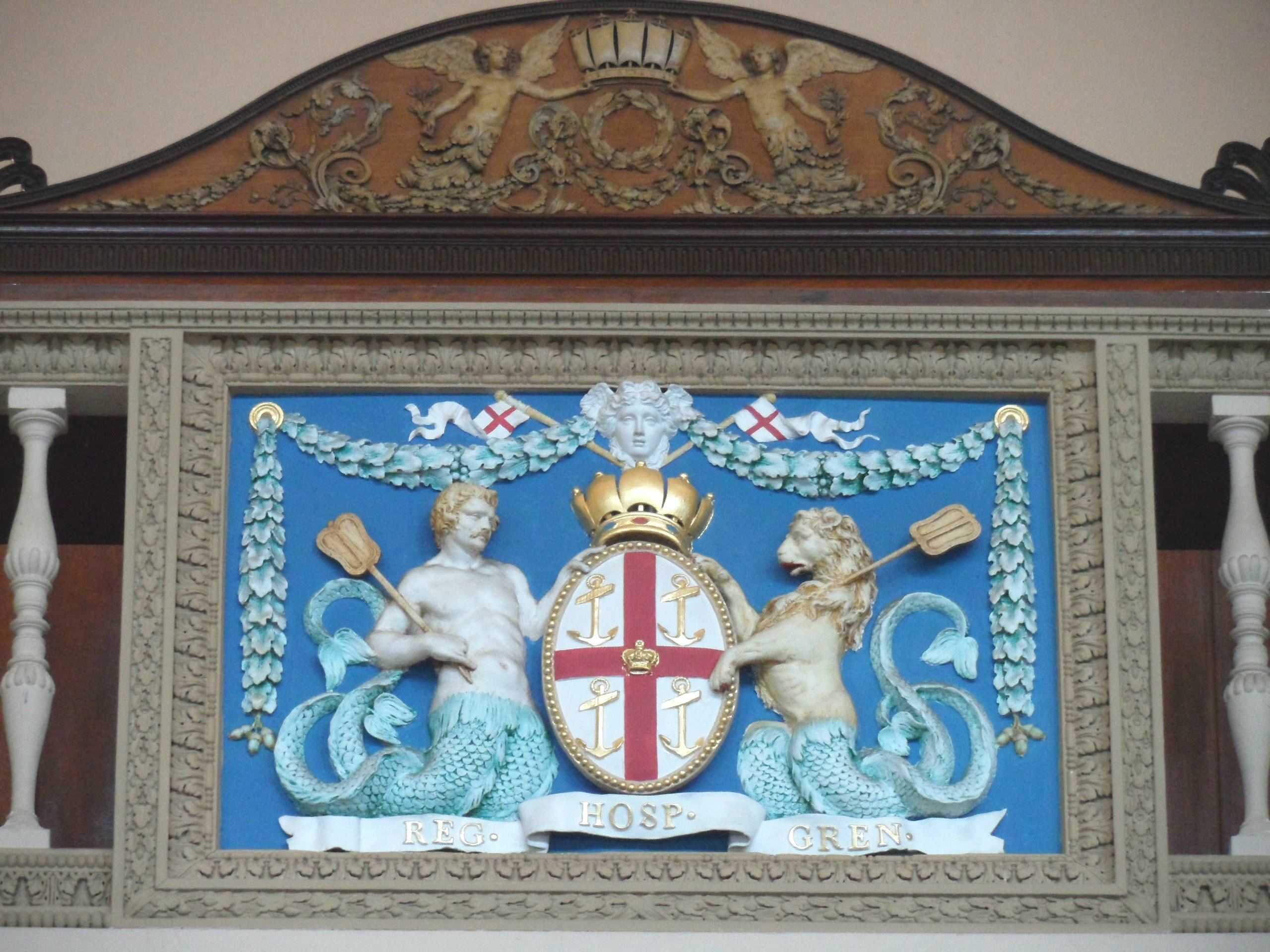
جزئیات در کلیسای مقدس پیتر و سنت پل

بیمارستان گرینویچ خانه دائمی ملوانان بازنشسته نیروی دریایی سلطنتی بود که از سال ۱۶۹۲ تا ۱۸۶۹ فعالیت می‌کرد. بعداً ساختمانهای آن در گرینویچ، لندن توسط کالج دریایی سلطنتی، گرینویچ و دانشگاه گرینویچ مورد استفاده قرار گرفت و اکنون به عنوان کالج دریایی سلطنتی قدیمی شناخته می‌شود. کلمه «بیمارستان» به معنای اصلی خود مکانی برای مهمان نوازی افراد نیازمند، به کار می‌رفت و به مراقبت‌های پزشکی اشاره نمی‌کرد، اگر چه این ساختمان‌ها شامل یک بیمارستان نیز بود که پس از تعطیلی بیمارستان گرینویچ، تا سال ۱۹۸۶ فعالیت می‌کرد.
بنیادی که بیمارستان را اداره می‌کرد، هنوز هم به نفع پرسنل سابق نیروی دریایی سلطنتی و افراد تحت تکفل آنها کار می‌کند.

## تاریخچه
این ساختمان به دستور ملکه ماری دوم، از مشاهده ملوانان زخمی که از جنگ لاهوگ در سال ۱۶۹۲ بازگشتند الهام گرفته بود، بیمارستان به عنوان بیمارستان سلطنتی دریانوردان در گرینویچ ایجاد شد. در سال ۱۶۶۴ توسط معمار جان وب برای پادشاه چارلز دوم طراحی شده بود و سپس به عنوان یک بیمارستان دریایی بازسازی شد تا همتای بیمارستان چلسی برای سربازان عمل کند. سر کریستوفر رن و دستیارش نیکلاس هاکسمور به عنوان معمار بیمارستان جدید رویال خدمات خود را به صورت رایگان انجام می‌دادند.

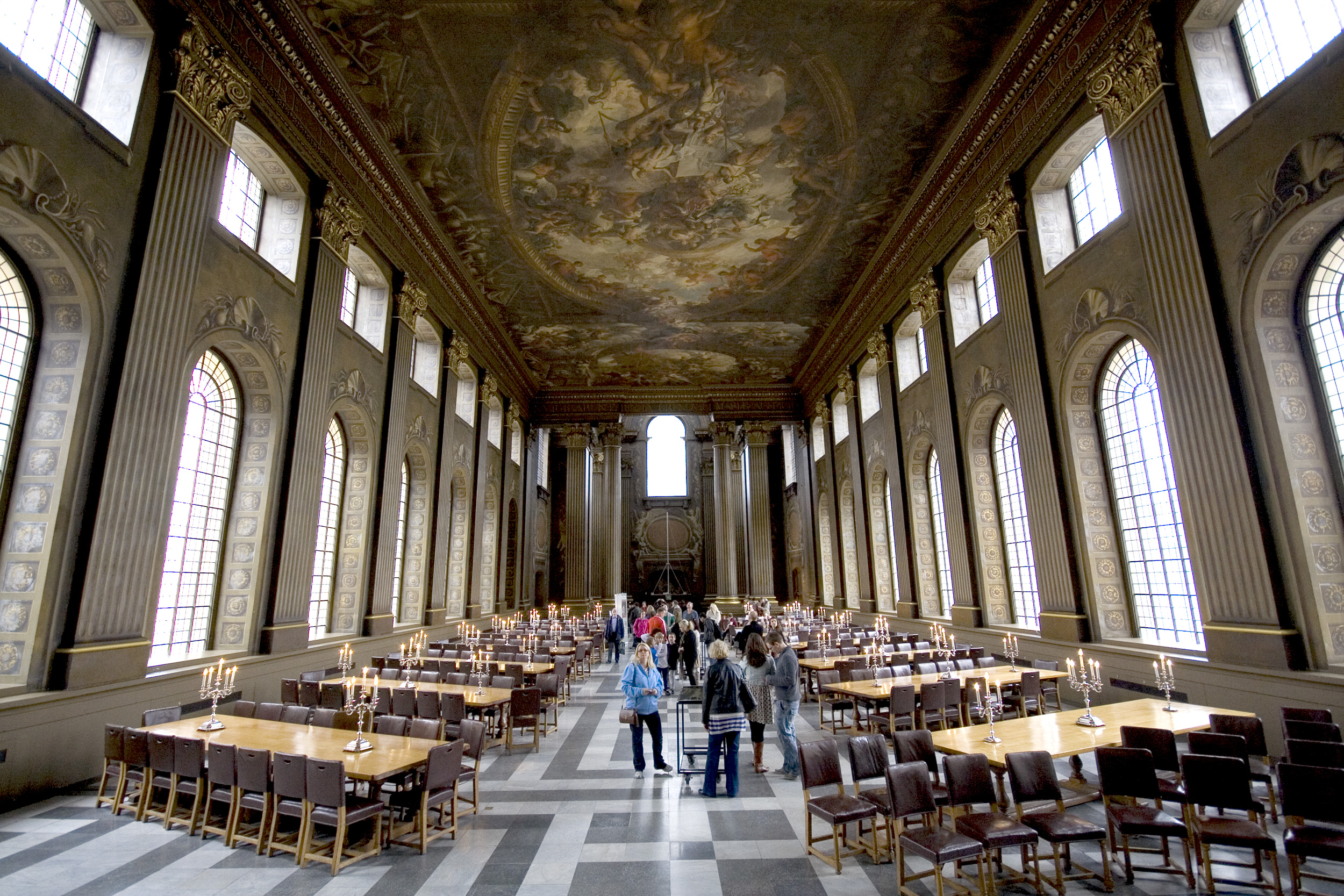
تالار نقاشی شده

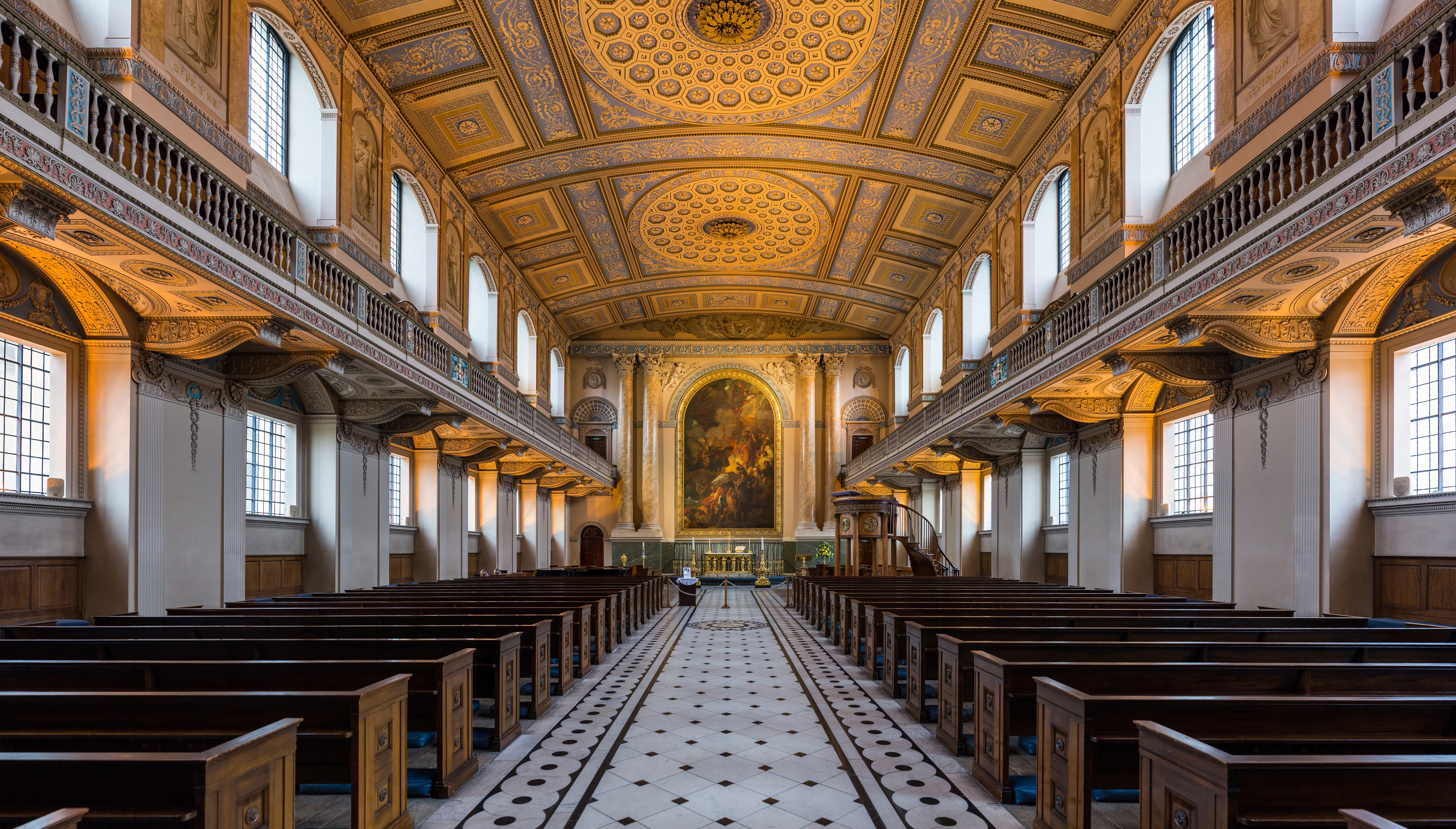
نمازخانه، که جیمز استوارت بعد از آتش‌سوزی دوباره آن را تعمیر کرد

## فرمانداران

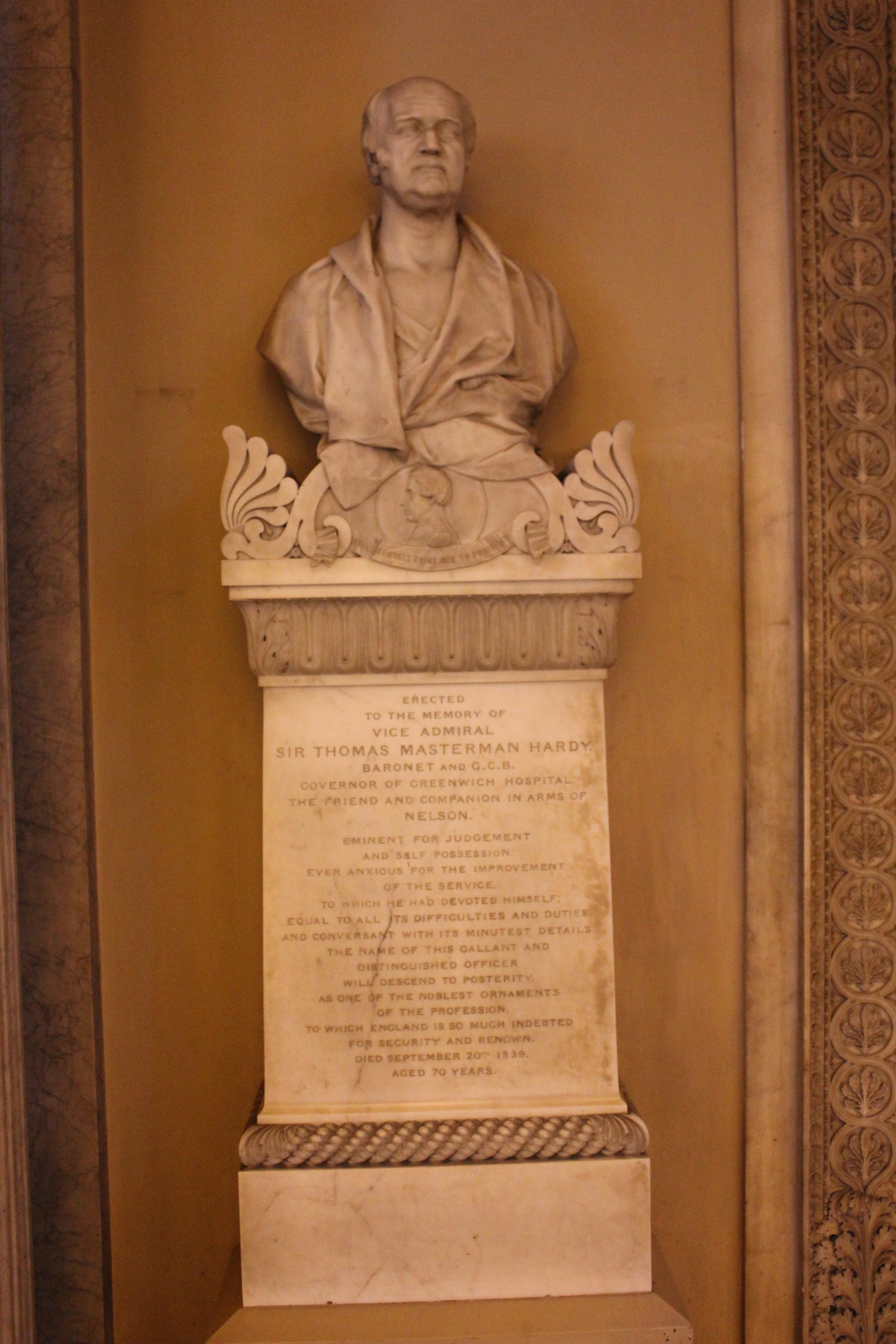
یادبود سر توماس هاردی در کلیسای کوچک کالج دریایی سلطنتی گرینویچ.

- معاون دریادار توماس هاپسون (1704–1708)[۱]
- سروان سر ویلیام گیفورد (۱۷۰۸–۱۷۱۴)
- معاون دریاسالار لرد آیلمر (۱۷۱۴–۱۷۲۰)
- دریاسالار سر جان جنینگز (۱۷۲۰–۱۷۴۳)
- دریاسالار سر جان بالچن (۱۷۴۳–۱۷۴۴)
- کاپیتان لرد آرچیبالد همیلتون (۱۷۴۶–۱۷۵۴)
- دریاسالار آیزاک تاونسند (۱۷۵۴–۱۷۶۵)
- دریاسالار سر جورج رودنی (۱۷۶۵–۱۷۷۰)
- دریاسالار سر فرانسیس هولبورن (۱۷۷۱)
- دریاسالار سر چارلز هاردی (۱۷۷۱–۱۷۸۰)
- دریاسالار سر هیو پالیزر (۱۷۸۰–۱۷۹۶)
- آدمیرال ویسکونت هود (۱۷۹۶–۱۸۱۶)
- دریاسالار سر جان کلپویز (۱۸۱۶–۱۸۲۱)
- دریاسالار سر ریچارد کیتس (۱۸۲۱–۱۸۳۴)
- معاون دریاسالار سر توماس هاردی (۱۸۳۴–۱۸۳۹)
- دریاسالار سر رابرت استاپفورد (۱۸۴۱–۱۸۴۷)
- دریاسالار سر چارلز آدام (۱۸۴۷–۱۸۵۳)
- دریاسالار سر جیمز گوردون (۱۸۵۳–۱۸۶۹)
- دریاسالار سر هوستون استوارت (۱۸۶۹–۱۸۷۲)
- دریاسالار سر سیدنی داکرس (۱۸۷۲–۱۸۸۴)
- دریادار سر لوئیس جونز (۱۸۸۴–۱۸۹۵)

## بیمارستان گرینویچ: خیریه
بنیاد خیریه بیمارستان گرینویچ کماکان وجود دارد، اگرچه دیگر در سایت اصلی مستقر نیست. اکنون این مؤسسه یک مؤسسه خیریه سلطنتی به نفع دریانوردان و افراد تحت تکفل آنها می‌باشد و وزیر دفاع بریتانیا به عنوان تنها متولی ولیعهد فعالیت می‌کند. این خیریه اکنون برای پرسنل سابق نیروی دریایی سلطنتی به عنوان مدرسه خدمات می‌دهد، مدرسه بیمارستان رویال، اکنون در هولبروک در سافولک بوده و دفتر مرکزی خیریه در شهر لندن واقع شده‌است.

بیمارستان گرینویچ